# Tufão In-fa
O tufão In-fa, conhecido nas Filipinas como tufão Fabian, foi um ciclone tropical muito grande e prejudicial que trouxe grandes quantidades de precipitação e inundações recorde para a China, enquanto também impactou Taiwan, Filipinas e as ilhas Ryukyu. Também foi a primeira grande tempestade a impactar a cidade de Xangai desde o Tufão Mitag em 2019. A nona depressão, a sexta tempestade tropical e o terceiro tufão da temporada de tufões no Pacífico de 2021, o sistema foi notado pela primeira vez pelo JTWC como uma área de baixa pressão, localizada a leste das Filipinas em 14 de julho. Condições favoráveis ajudaram a tempestade a se intensificar, tornando-se uma depressão tropical, dois dias depois e uma tempestade tropical em 17 de julho, sendo atribuído o nome In-fa pela JMA.
Localizado em um ambiente de direção fraca, o sistema lutou para se organizar sob ar seco e cisalhamento de vento moderado antes de se organizar ainda mais. Continuou a mover-se principalmente para oeste, fortalecendo-se para um tufão e aprofundando-se rapidamente. A tempestade lutou para se organizar significativamente devido a constantes intrusões de ar seco. De acordo com o JTWC, em 21 de julho, ele atingiu seu pico de intensidade com ventos de 175 km/h; o JMA estimou um número menor de 150 km/h no sistema. No entanto, o sistema atingiu o seu mínimo de pressão barométrica de 950 hPa, três dias mais tarde, depois de passar através do Ryukyu. Como ele entrou no Mar da China Oriental, condições marginais começaram a ter impacto sobre o sistema, com In-fa enfraquecendo progressivamente e lentamente, até que ele fez as suas passagens em terra consecutivos sobre o districto de Putuo e Pinghu a partir de 25 de julho e 26 de julho, respectivamente, como tempestades tropicais.
Sobre os preparativos para o sistema, a JMA emitiu avisos de ondas e mar na parte sul do Ryukyu. muitos outros alertas e avisos foram colocados no lugar para várias outras ilhas japonesas como a tempestade se intensificou e cresceu mais perto. Escolas, eventos marinhos e outras atividades foram canceladas no Japão, e mais de 16.000 pessoas deveriam ser afetadas apenas na ilha principal do Japão. Outras advertências foram colocadas em prática nas Filipinas pela PAGASA.
In-fa causou ondas grossas ao longo das ilhas japonesas, juntamente com chuvas torrenciais e ventos fortes, altamente prejudiciais e derrubando muitas estruturas. A tempestade agravou as enchentes de Honã de 2021, matando pelo menos 63 pessoas e causando danos de pelo menos 82 bilhões de yuan.  Pelo menos 5 pessoas estavam desaparecidas. Se estes danos forem incluídos no total de danos de In-fa, este devia ser maior que os danos do tufão Tufão Lekima de 2019 como o tufão mais custoso a atingir a China.

## História meteorológica
Às 06:00 UTC de 14 de julho, o Joint Typhoon Warning Center (JTWC) começou a monitorar uma área de convecção persistente, aproximadamente associada a um centro de circulação de baixo nível, localizado a 484 nmi (895 km; 555 mi) oeste-noroeste de Guam. A perturbação foi localizado em um ambiente propício para a ciclogênese tropical, com a temperatura da superfície do mar aquecido a 30–31 °C (86–88 °F) e boa saída equatorial devido a um cavado favorável de configuração de um superior baixo sobre a parte ocidental da china, Japão e tropical superior troposférico (TUTT) para o noroeste. Mais tarde, passou por uma área de cisalhamento moderado que tornou o sistema largo de LLC, movendo-se para oeste-noroeste; o gradiente do vento lentamente tornou-se propício para que a perturbação se intensificasse lentamente. Às 20h30 UTC do dia seguinte, a agência atualizou a potencial tendência de intensificação do sistema para "alta" e emitiu o Alerta de formação de ciclones tropicais (TCFA).
Às 00:00 UTC, a Agência Meteorológica do Japão atualizou a perturbação para uma depressão, seguido pelo PAGASA a designação do sistema como depressão tropical Fabian como estava agora dentro da Área de responsabilidade das Filipinas, sendo o sexto ciclone tropical na região na época, três horas depois, e o JTWC, às 09:00 UTC. Localizada num ambiente de direção complexo, a tempestade assemelhava-se a uma depressão de Monção na altura, enquanto se movia lentamente para noroeste antes de virar para norte, ambos guiados pela periferia ocidental de uma alta subtropical de camadas profundas a leste. Mais tarde, uma bolsa de ar seco do semicírculo ocidental e do oeste de nível superior rompeu o sistema, com a LLC tornando-se ampla e exposta enquanto lenta e firmemente intensificando, com a evidência de nuvens de arrefecimento no topo. Além disso, a depressão estava sendo movida para noroeste por um padrão composto de giroscópios de monção e, ao mesmo tempo, uma crista quase equatorial antes de ser guiada por outra crista subtropical a leste de Honshu, ainda preso sob um fraco fluxo de direção. Quatro horas depois, a PAGASA designou Fabian para uma tempestade tropical e foi seguida pela AMJ às 18:00 UTC daquele dia, sendo designado o nome In-fa. O JTWC fez o mesmo às 03:00 UTC de 18 de Julho, com a tempestade permanecendo lenta em movimento devido ao enfraquecimento do Oeste. A PAGASA, entretanto, informou que o sistema ainda se intensificou para uma tempestade tropical severa naquele momento. Embora o centro de circulação de baixo nível permanecesse exposto enquanto se movia para o noroeste, imagens multiespectrais animadas naquele dia revelaram uma LLC bem definida com uma área simétrica de grande convecção na borda ocidental e mais adiante, no núcleo central.
O grande tamanho do In-fa, com o fluxo contínuo de ar seco, em conjunto restringiu o rápido desenvolvimento do sistema sobre as águas quentes do Mar das Filipinas; no entanto, à medida que a tempestade continuou a sua trajetória em direção às ilhas Ryukyu, a curvatura do sistema consolidou-se ainda mais em seu centro e uma característica de olho nas imagens de microondas começou a emergir. Ao mesmo tempo, o sistema começou a tomar uma pista noroeste antes de se mover para oeste-noroeste sob uma alta subtropical sobre o Japão nas primeiras horas de 19 de julho. Às 00:00 UTC daquele dia, a AMJ classificou a tempestade tropical In-fa para uma tempestade tropical severa. O sistema, desacelera novamente à medida que começou a impactar os Ryukyu, com a convecção de In-fa e as tempestades se aprofundando e um olho definindo ainda mais. Seis horas depois, a PAGASA relatou em seus boletins que o In-fa se tornou um tufão, enquanto estava localizado a cerca de 895 quilómetros a leste do extremo norte de Luzon. O JTWC seguiu-o às 09:00 UTC desse dia e o JMA, três horas depois. À medida que passava a sul das Ilhas de Daito, um olho de 35 milhas náuticas (65 km; 40 mi) era ainda mais evidente nas imagens de satélite, que mais tarde encolheram; no entanto, In-fa manteve-se um sistema de categoria 1 de topo de gama quando começou a mover-se para oeste e mais tarde, uma faixa oeste-sudoeste. À medida que o olho começou a aumentar novamente, com a contagem Dvorak de T4.5-T5.0, o JTWC subiu ainda mais In-fa para um tufão de categoria 2 de nível médio às 03:00 UTC de 21 de julho.
Imagens de radar da Ilha de Okinawa mostraram um olho grande e claro e, ao mesmo tempo, outra imagem de satélite revelou uma parede do olho que foi interrompida devido a contínuas intrusões de ar seco ao mover-se para oeste. Mais tarde, à medida que deslocava o seu movimento para oeste-sudoeste, o olho de In-fa ficou esfarrapado devido a outra massa de ar seco. Além disso, o norte seco suprimiu o núcleo do sistema enquanto mergulhava para sul. Às 03:00 UTC do dia seguinte, A in-fa começou um ciclo de substituição da parede do olho enquanto o seu quadrante norte começava a enfraquecer à medida que mudava o seu movimento novamente para o sudoeste. Além disso, o sistema está sendo dirigido pela periferia sul de uma crista de alta amplitude sobre o mar do Japão. Seis horas depois, o tufão começou a se enfraquecer com o seu olho se expandindo e enfraquecendo o sistema enquanto seguia para oeste e para noroeste em um ritmo lento. Os seus movimentos de direção foram causados por uma alta subtropical a norte e mais além, outra sobre a costa leste da Coreia do Norte. Como ele continuou a se aproximar do Ryukyus enquanto viajava do Noroeste, In-fa enfraqueceu-se ainda mais para um sistema de alto nível de categoria 1, devido ao aumento contínuo, a sua saída suprimida e lentamente arrefecendo as temperaturas da superfície do mar. Às 15:00 UTC de 23 de julho, In-fa passou entre a Ilha de Tarama e a Ilha de Miyako-jima, com o seu grande olho restante passando sobre a última, como ele ligeiramente deslocou o seu movimento para o norte-noroeste. O sistema degradou-se ainda mais para uma tempestade tropical, de acordo com as estimativas do JTWC, seis horas depois, ele lentamente se afastou das Ilhas Ryukyu e a convecção no olho não foi contínua, enquanto posteriormente entrou no mar da China Oriental. Às 03:00 UTC do dia seguinte, o In-fa reintensificou-se para um sistema de categoria 1 de gama baixa, reformando as suas profundidades convectivas e continuando a manter um olho irregular enquanto se dirigia para norte. Seis horas mais tarde (23:00 PST de 23 de julho), In-fa deixou o PAR, com a PAGASA a emitir o seu último boletim enquanto estava localizada, 640 quilómetros a norte-nordeste de Itbayat, Batanes. Três horas depois, a AMJ analisou então que o In-fa atingiu ainda o seu pico com ventos máximos sustentados de 150 km/h e uma pressão barométrica mínima de 950 hPa.
O In-fa começou a mover-se norte-noroeste para baixo da periferia de uma crista de nível médio sobre o mar do Japão, quando começou a permanecer em uma baixa intensidade de categoria 1 devido às águas marginais contínuas e ao afloramento. Às 04h30 UTC desse dia, o sistema fez seu primeiro desembarque na província chinesa oriental de Zhejiang, sobre o Distrito de Putuo, uma grande área portuária na cidade de Zhoushan.

## Preparativos
A ameaça de marés de tempestade e ondas altas causou preocupação aos que estavam no mar.

### Japão
Nas ilhas Ryukyu, o Observatório Meteorológico de Okinawa realizou uma reunião em 17 de julho para discutir a tempestade, alertando as pessoas para serem cautelosas com o sistema que se aproximava. Ventos fortes e chuvas fortes também eram esperados devido à tempestade. Além disso, a AMJ emitiu avisos de ondas de diferentes estações meteorológicas no grupo das ilhas japonesas, particularmente nas ilhas de Okinawa, Miyako e Amami, enquanto um alerta de trovoadas e vento foi colocado nas Ilhas Daito devido ao sistema que se aproximava. Mais tarde, avisos e alertas marítimos foram impostos nestas áreas, incluindo o mar da China Oriental e mais nas áreas costeiras da província de Kagoshima e da ilha de Shikoku. A pluviosidade é de até 50 mm na área, 100 mm - 200 mm na ilha principal de Okinawa e 100 mm - 150 mm nas Ilhas Maejima. As Ilhas Sakishima deveriam chegar a 180mm de chuva.
Uma escola em Kitadaitō, Okinawa foi temporariamente fechada devido à tempestade enquanto as estradas na vila foram fechadas, começando em 19 de julho. As atividades marinhas na zona foram também afetadas, tendo os pescadores sido obrigados a amarrar os seus barcos, uma vez que não podem pescar devido ao In-fa. As indústrias de cana-de-açúcar também temiam que ficassem sem suprimentos alimentares em sua área devido ao cancelamento contínuo de embarcações. Japan Airlines, Ryukyu Air Commuter, Japan Transocean Air, All Nippon Airways, Jetstar Japan cancelou seus voos em diferentes aeroportos através do Ryukyus e do continente do Japão, que deveriam afetar mais de 16.600 pessoas. Além disso, a Associação de navios de passageiros de Okinawa informou que 50 navios também foram parados para se dirigirem através do continente devido à tempestade. A cidade de Nanjō também adiou as suas atividades de vacinação de 21 a 23 de julho quando a tempestade se aproxima.

### Filipinas
Apesar da depressão estar longe de qualquer massa de terra nas Filipinas, a tempestade (conhecida localmente como Fabian no país) estava prevista para aumentar a monção predominante no sudoeste, causando chuvas sobre Mimaropa e Visayas ocidentais. Trazida pelo aumento das monções do sudoeste do sistema e de Cempaka, avisos de chuvas fortes foram postos em prática pela PAGASA para o Metro Manila e várias outras províncias próximas. À medida que o tufão se movia para sudoeste em direção ao mar das Filipinas, a PAGASA levantou o sinal Nº 1 de aviso para as ilhas de Batanes e Babuyan para a preparação de ventos fortes e chuvas fortes.

### Taiwan e China
O Central Weather Bureau emitiu um aviso de chuva forte para Kaohsiung, Condado de Pingtung e Península de Hengchun e um aviso de mar para as costas norte e leste do país como a periferia de In-fa se aproxima; o primeiro foi cancelado às 02h05 UTC (10h05 TST). A terra montanhosa de Taiwan foi avisada para levar a inundações catastróficas e deslizamentos de terra devido à chuva que In-Fa pode trazer. Estava prevista uma precipitação de até 30 a 30 centímetros. Na noite de 21 de julho, a CWB emitiu um aviso marítimo para o país. No dia seguinte, outro aviso de chuva pesada foi emitido pela CWB para a parte norte do país (exceto Condado de Yilan) e mais tarde, a área foi incluída.
A Administração Meteorológica da China (CMA) emitiu um aviso de tufão azul para a parte oriental do país em 22 de julho, quando a In-fa se aproxima.

## Impacto

### Japão
Ondas grossas começaram a impactar as áreas costeiras das Ilhas Daito, começando em 18 de julho. As chuvas começaram a bater Minamidaitō e Kitadaitōjima em 19 de julho, enquanto 25 milhas por hora (40 km/h) também foram relatadas. Um escritório em Nanjō sofreu perda de energia, sinal de Internet e telecomunicações devido à In-fa, enquanto um quartel-general de desastres em Naha incitou as pessoas a evacuar à medida que as condições começaram a se tornar difíceis à medida que a tempestade se aproxima. Ventos até 517 km/h (321 mph) foram registados em Nanjō nas primeiras horas de 21 de julho, 452 km/h (281 mph) em Uruma e de 433 km/h (269 mph) em Naha, o suficiente para derrubar linhas de energia que afetou de 860 pessoas na ilha principal de Okinawa e as aldeias de Iheya e Izena de 21 de julho e muitas lavouras de cana.
Uma casa de vinil foi relatada ter colapsado em Yonagusuku, Yaese, enquanto uma linha de telefone no escritório da cidade de Nanjō foram cortadas devido à tempestade. Uma mulher idosa foi ferida em 20 de julho, quando ela caiu no estacionamento de um hotel em Minama, Chatan. Uma morte de In-fa foi relatada no dia seguinte, quando um indivíduo descobriu um guarda de segurança masculino sangrando devido a razões desconhecidas; a pessoa foi levada para o hospital, mas de acordo com as autoridades foi registado "morto no local".

### Filipinas
Algumas estradas em Manila foram inundadas nas primeiras horas de 21 de julho devido às chuvas prolongadas; no entanto, a Autoridade Metropolitana para o desenvolvimento de Manila (MMDA) relatou que as enchentes existentes eram apenas fracas e até ao joelho. Em consequência disso, os veículos ligeiros ficaram retidos. Além disso, o Supremo Tribunal das Filipinas suspendeu o seu trabalho naquele dia devido às inundações. As águas de Prinza Dam San Nicolas 1 em Cavite foram confirmadas como transbordadas, também naquele dia. Dois pescadores em Calatagan, Batangas, foram resgatados pelas autoridades quando o seu barco virou nas águas agitadas. 2 mortes foram relatadas devido ao In-fa até agora no país, tanto em Aguilar, Pangasinan quando eles foram apanhados em um rio inchado. A precipitação contínua em Zambales fez com que 11 famílias em Castillejos evacuassem, enquanto um deslizamento de terra despoletou mais quatro para deixar seus abrigos em Olongapo. Inundações generalizadas também forçaram os cancelamentos de trabalho na área de Freeport de Bataan e outros serviços relacionados com o governo na área. Diferentes rios em Pampanga transbordaram devido às chuvas, enquanto 25 pacientes COVID-19 em Bagac, Ilocos Norte foram transferidos de um hospital improvisado para uma área diferente devido ao agravamento das condições de chuva.

### China
O vento e a humidade do In-fa causaram chuvas recorde e inundações devastadoras em Honan e Zhengzhou, matando 12 pessoas em um metrô inundado. Uma alta subtropical foi combinada com In-fa para criar grandes quantidades de água atmosférica na província. O fenômeno foi agravado pela topografia em Zhengzhou.